# Carlos Franchi
Carlos Franchi (Jundiaí, 15 de agosto de 1932 - Campinas, 25 de agosto de 2001) foi um letrólogo, linguista, professor, advogado e político brasileiro. Era professor emérito da Universidade Estadual de Campinas, onde foi, junto a Rodolfo Ilari, Haquira Osakabe e Carlos Vogt, um dos fundadores do Instituto de Estudos da Linguagem. Foi presidente da Associação Brasileira de Linguística de 1977 a 1979 e, como político, foi vereador da Câmara Municipal de Jundiaí de 1960 a 1963.

## Vida

### Início
Franchi nasceu em Jundiaí, em São Paulo, em 15 de agosto de 1932. Em sua carreira acadêmica, completou três cursos de graduação: em 1954, licenciatura em Letras Neolatinas na Pontifícia Universidade Católica de Campinas; em 1968, bacharelado em Direito pela Faculdade de Direito da Universidade de São Paulo; e, em 1970, licenciatura em Letras (Linguística) pela Universidade de Franche-Comté, na França. Foi casado com Eglê Pontes Franchi, com quem teve quatro filhos.

### Ensino secundário: magistério e outras atuações
Atuou por alguns anos como advogado e professor, sendo a segunda carreira a que mais o atraía. Assim, de 1951 a 1955, foi professor secundário de português e latim em Jundiaí e, de 1955 a 1971, em Itatiba. Também nutria grande interesse pela música. Franchi teve relevância quando da renovação do ensino oficial no estado de São Paulo, sendo chamado para coordenar a área de português nos Ginásios Pluricurriculares e participando na criação e implementação das Escolas Experimentais e Pluricurriculares; realizou tais funções de 1966 a 1968.
Foi vereador da Câmara Municipal de Jundiaí de 1960 a 1963, período em que propôs diversos projetos de lei voltados a questões de educação. De 1968 a 1969, participou do desenvolvimento dos primeiros Guias Curriculares. Em 1974, foi membro da Comissão Organizadora do I Encontro de Português da Pontifícia Universidade Católica de São Paulo e, em 1975, coordenou na Unicamp um seminário de análise de textos escritos por crianças de 10 a 12 anos.

### Ensino superior e pesquisa
No ensino superior, sua carreira teve início na década de 1960, lecionando Didática Especial do Português na Faculdade de Filosofia, Ciências e Letras "Nossa Senhora Medianeira" de 1967 a 1969. A partir deste ano, passou a trabalhar na Unicamp, à época recém-criada, como professor de linguística; lá, tornou-se professor titular em 1979.
Segundo Ataliba Teixeira de Castilho, 1970 é o ano em que sua carreira acadêmica "sofreria uma profunda alteração, direcionando-o de vez para o magistério e a pesquisa em Lingüística." Àquela época, Franchi era, junto a Rodolfo Ilari, Haquira Osakabe e Carlos Vogt, mestrando em Teoria Literária na Universidade de São Paulo, sob a orientação de Antonio Candido. Com a indicação deste, os quatro foram indicados para fundarem o Departamento de Linguística, que à época pertencia ao Instituto de Filosofia e Ciências Humanas. Franchi relata que Ilari, Osakabe e Vogt eram "eram estrelas na Pós da USP" e que sua participação na empreitada foi "por acidente", já que, com carreira bem-sucedida na advocacia, seguia seus estudos acadêmicos "porque gostava". Entretanto, desde 1964 tinha problemas por advogar por presos políticos, o que piorou a partir de 1968; assim, Candido lhe propôs o cargo na Unicamp como "uma solução confortável e segura para a família toda".

### Experiência na França
| |  |  |
| Em seus mestrados, Franchi foi orientado por Claire Blanche-Benveniste (Linguística) e Antonio Candido (Teoria Literária). |  |  |

Como condição para a indicação, Franchi e seus colegas deveriam ir à França realizar um mestrado com Yves Gentilhomme, em Besançon. As ideias de Gentilhomme, que era matemático e linguista, pareciam estar de acordo com o projeto do Departamento de Linguística da Unicamp, que deveria "superar a distância entre Ciências Humanas e Ciências Exatas". Entretanto, Franchi relata que, "em Besançon, de Linguística mesmo, nada". Distanciaram-se de Gentilhomme e, de qualquer maneira, tiveram contato com as pesquisas modernas, como o gerativismo de Noam Chomsky e, ao buscarem outros grupos, encontraram Antoine Culioli, as ideias de Michel Pêcheux, M. A. K. Halliday, Catherine Fuchs, Oswald Ducrot, entre outros.
Já pensando na divisão das disciplinas a serem ministradas quando novamente no Brasil, o grupo se dividia entre os estudos de semântica (Franchi e Vogt) e análise do discurso (Ilari e Osakabe). Entretanto, como era indispensável um professor especialista em sintaxe, Franchi dispôs-se a seguir em tal área. Foi orientado no mestrado por Claire Blanche-Benveniste, que seguia Maurice Gross, então associado a Zellig Harris. Para aproxima-se das obras de Chomsky, participou de seminários com Jean Stéfanini. Também cursou epistemologia com Gilles-Gaston Granger.

### O Instituto de Estudos da Linguagem e outras experiências acadêmicas
De volta ao Brasil, foi o primeiro professor-chefe do Departamento de Linguística da Unicamp (de 1971 a 1975), criou seu programa de pós-graduação e foi o responsável pelas expansões do corpo docente do departamento. Em 1976, doutorou-se na Unicamp sob a orientação de Marcelo Dascal, com um estágio posterior na Universidade de Tel Aviv. Com a entrada de professores de teoria literária no DL, fez-se necessária a ruptura com o IFCH. Assim, em 1977, foi criado o Instituto de Estudos da Linguagem, dirigido até 1978 por Antonio Candido e, de 1979 a 1982, por Franchi.
Externamente à Unicamp, Franchi foi assessor do Ministério da Educação, da Fundação de Amparo à Pesquisa do Estado de São Paulo e, de 1977 a 1979, foi presidente da Associação Brasileira de Linguística, período em que incentivou a criação de associações acadêmicas regionais à maneira do Grupo de Estudos Linguísticos do Estado de São Paulo. Após sua aposentadoria, trabalhou como professor visitante em Porto Alegre, no Rio de Janeiro e na Universidade de São Paulo, onde lecionou por cerca de 10 anos. Faleceu em Campinas, em 25 de agosto de 2001, aos 69 anos.